# Fulfillingness' First Finale
《Fulfillingness' First Finale》은 스티비 원더의 1974년 음반으로, 그의 "고전 시대"의 음반 중 하나로 널리 알려져 있다. 1974년 7월 22일 타말라 레이블로 발매되었으며, 원더의 열아홉 번째 음반이며, 스튜디오 음반은 열아홉 번째다. 《빌보드》 잡지에 따르면, 이 음반은 2주 동안 남아있던 빌보드 200 차트에서 1위를 차지한 원더의 첫 번째 스튜디오 음반이었고, 이 음반은 9주 동안 연속되지 않은 알앤비/블랙 음반 차트에서 1위를 한 그의 세 번째 음반이었다.
《Innervisions》에 대한 서사적 소탕과 사회적 의식에 뒤이어, 이 세트는 반사적이고 결정적으로 침울한 어조를 보여주었다. 명석하지만, 몇몇 노래에 사용된 음악적 편곡은 그의 1970년대 거장 작품들 중 특히 황량한 〈They Won't Go When I Go〉와 과소평가된 〈Creepin'〉에서 남들과 비교할 때 희박한 것으로 여겨질 수 있다. 음반이 대부분 벗겨지고 개인 음반이 더 많이 들리는 반면, 원더는 그의 주변 세계에 대한 사회적 논평을 완전히 예견하지 못했다. 1위 히트작인 〈You Haven't Done Nothin'〉은 클라비넷, 드럼 머신, 그리고 잭슨 5 카메오로 뒷받침된 닉슨 정부에 대한 날카로운 비판을 시작했다.
이 음반은 1974년에 올해의 앨범을 포함한 세 개의 그래미상을 받았다.

## 평가
| 전문가 평가                   | 전문가 평가 |
| 평가 점수                     | 평가 점수   |
| 출처                          | 점수        |
| ----------------------------- | ----------- |
| AllMusic                      | [ 6 ]       |
| The Austin Chronicle          | [ 7 ]       |
| Christgau's Record Guide      | A–          |
| Encyclopedia of Popular Music | [ 9 ]       |
| The Great Rock Discography    | 7/10        |
| Los Angeles Times             | [ 11 ]      |
| MusicHound                    | 4/5         |
| Q                             | [ 12 ]      |
| The Rolling Stone Album Guide | [ 13 ]      |
| The Village Voice             | B+          |

《Fulfillingness' First Finale》은 그래미 어워드에서 베스트 남성 팝 보컬, 베스트 남성 리듬 앤 블루스 보컬 퍼포먼스(〈Boogie On Reggae Woman〉로), 1974년 올해의 앨범상을 수상했다.

## 곡 목록
모든 곡들은 특별한 언급이 없는 한 스티비 원더에 의해 작사/작곡하였다.
| #  | 제목                                      | 재생 시간 |
| -- | ----------------------------------------- | --------- |
| 1. | 〈Smile Please〉                          | 3:28      |
| 2. | 〈Heaven Is 10 Zillion Light Years Away〉 | 5:02      |
| 3. | 〈Too Shy to Say〉                        | 3:29      |
| 4. | 〈Boogie On Reggae Woman〉                | 4:56      |
| 5. | 〈Creepin〉                               | 4:22      |

| #  | 제목                         | 작사·작곡           | 재생 시간 |
| -- | ---------------------------- | ------------------- | --------- |
| 1. | 〈You Haven't Done Nothin'〉 |                     | 3:23      |
| 2. | 〈It Ain't No Use〉          |                     | 4:01      |
| 3. | 〈They Won't Go When I Go〉  | 원더, 이본느 라이트 | 5:58      |
| 4. | 〈Bird of Beauty〉           |                     | 3:48      |
| 5. | 〈Please Don't Go〉          |                     | 4:07      |